# 水晶宮發射塔

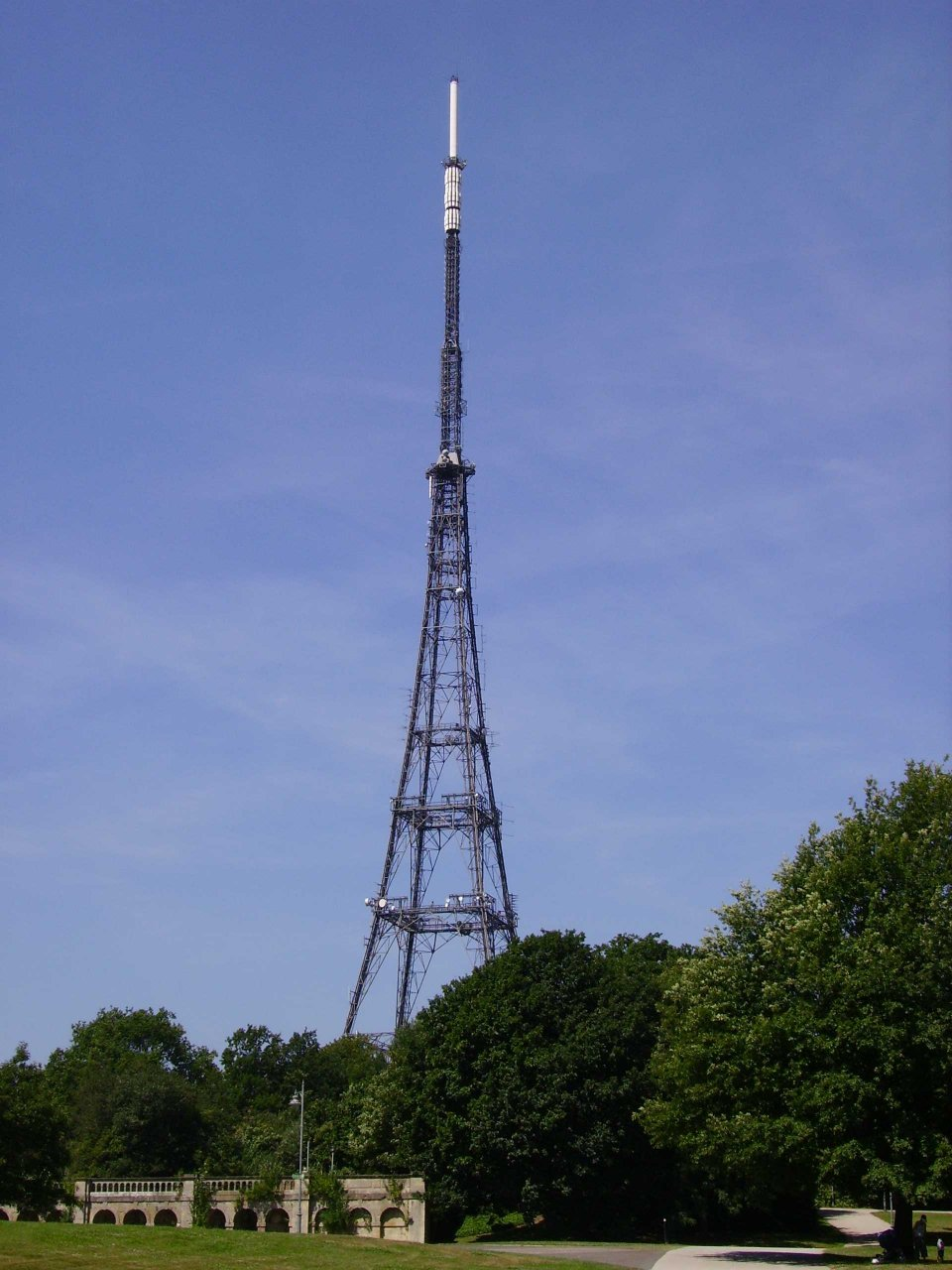

水晶宮發射塔（Crystal Palace transmitting station）是位於英國倫敦布倫來倫敦自治市的一座廣播電視及電信訊號的發射塔。水晶宮發射塔是倫敦第五高的建築物，也是倫敦地區主要的電視訊號發射塔，是英國覆蓋最多人口的訊號發射塔。水晶宮發射塔現在由Arqiva公司所有管理。

## 外部連結
- The Transmission Gallery: Crystal Palace Transmitter photographs and information
- Pictures and info on Crystal Palace, including co-receivable transmitters （页面存档备份，存于）
- http://skyscraperpage.com/cities/?buildingID=3886 （页面存档备份，存于）
- Structurae数据库中Crystal Palace Transmitter的数据

- Ofcom local transmitter advice （页面存档备份，存于）
- Crystal Palace Transmitter at  thebigtower.com （页面存档备份，存于）
- The Transmitter （页面存档备份，存于）, The Triangle photo journal